# Ндере, Джошуа
Джошуа Ндере Маконджио (англ. Joshua Ndere Makonjio; 27 июля 1981, Маралал — 18 ноября 2011, Самбуру) — кенийский боксёр, представитель средней и полутяжёлой весовых категорий. Выступал за национальную сборную Кении по боксу в 2002—2011 годах, бронзовый призёр Всеафриканских игр, обладатель двух бронзовых медалей Игр Содружества, победитель и призёр многих турниров международного значения.

## Биография
Джошуа Ндере родился в 1980 году в городе Маралал провинции Рифт-Валли, Кения.
Карьеру боксёра совмещал со службой в кенийской армии, неоднократно принимал участие в различных ведомственных соревнованиях.
Первого серьёзного успеха в боксе на взрослом международном уровне добился в сезоне 2002 года, когда вошёл в состав кенийской национальной сборной и выступил на домашних Африканских военных играх в Найроби, где стал серебряным призёром в зачёте первой средней весовой категории.
В 2003 году в среднем весе взял бронзу на Африканских военных играх в Тунисе, дошёл до четвертьфинала на Всемирных военных играх в Катании, уступив россиянину Матвею Коробову.
На чемпионате Международного совета военного спорта 2005 года в Претории стал бронзовым призёром в зачёте полутяжёлого веса.
В 2006 году побывал на Играх Содружества в Мельбурне, откуда привёз награду бронзового достоинства.
В 2007 году завоевал бронзовую медаль на Всеафриканских играх в Алжире, дошёл до 1/8 финала на Всемирных военных играх в Хайдарабаде.
Из-за обязательств по службе не участвовал в отборе на Олимпийские игры 2008 года в Пекине, хотя, по мнению ряда экспертов, мог бы пройти квалификацию на Олимпиаду.
В 2009 году отметился выступлением на чемпионате мира в Милане, в категории до 81 кг благополучно прошёл первого соперника по турнирной сетке, тогда как во втором бою в 1/16 финала со счётом 2:13 потерпел поражение от узбека Эльшода Расулова.
На Играх Содружества 2010 года в Дели вновь стал бронзовым призёром в полутяжёлом весе.
В сезоне 2011 года боксировал на Всемирных военных играх в Рио-де-Жанейро, но попасть здесь в число призёров не смог.
Погиб в автокатастрофе 18 ноября 2011 года — возвращался в Найроби из своего тренировочного лагеря в Момбасе и совершил лобовое столкновение с двигавшимся навстречу автомобилем.